# Dick Haskins (série de televisão)
Dick Haskins foi uma série de televisão policial inspirada nos livros do autor português Dick Haskins (pseudónimo de António de Andrade Albuquerque) e transmitida na RTP2 entre 15 de abril e 27 de maio de 1982. À exceção do protagonista, todo o restante elenco mudava de episódio para episódio.

## Elenco
- Alberto Morgado/Luís Bastos como Dick Haskins

## Episódios
| # | Título                                   | Realizador(es) | Transmissão original |
| --- | ---------------------------------------- | -------------- | -------------------- |
| 1 | O precipício                             | Dick Haskins   | 15 de abril de 1982  |
| Mike Matson e a sua mulher, recém-casados, hospedam-se num hotel junto ao mar. Mike leva-a até um assustador precipício e empurra-a. Durante a queda, a mulher acorda e percebe que está no quarto. Será que tudo não passou de um pesadelo? |                                          |                |                      |
| 2 | O fio da meada (parte 1) – Vera          | Dick Haskins   | 22 de abril de 1982  |
| A dramática morte da jovem Vera Maudsley é “o fio da meada” que dará origem à descoberta de uma complicada rede de criminalidade. |                                          |                |                      |
| 3 | O Fio da Meada (parte 2) - Solução Final | Dick Haskins   | 29 de abril de 1982  |
| Quando regressa a casa, Haskins é surpreendido por um homem que o ameaça de arma em punho e, pouco depois, descobre uma segunda visita que também lhe aponta uma arma. Os dois visitantes pretendem que Haskins lhes entregue a chave, que não serve em nenhuma fechadura do apartamento de Vera Maudsley, e avisam-no de que deve abandonar o caso. |                                          |                |                      |
| 4 | A Sétima Sombra                          | Dick Haskins   | 6 de maio de 1982    |
| Um conhecido banqueiro norte-americano é assassinado durante uma festa em que reuniu os seus sete principais inimigos. Dick Haskins encontrava-se, secretamente, entre os convidados, mas nada conseguiu fazer para evitar a morte do milionário. |                                          |                |                      |
| 5 | O espaço vazio (parte 1)                 | Dick Haskins   | 13 de maio de 1982   |
| Michael Wade é um indivíduo profundamente marcado pela guerra e pelo desgosto que lhe causou a morte da única mulher que amou. Alguns anos após a II Guerra Mundial, Wade funda uma agência de investigações particulares e o seu primeiro cliente traz um caso de ameaça de morte. O próprio Wade encarrega-se das investigações.                   |                                          |                |                      |
| 6 | O Espaço Vazio (parte 2)                 | Dick Haskins   | 20 de maio de 1982   |
| Michael Wade encontra-se com Jane Marlowe, a mulher que amou e que ele pensava morta há muitos anos. Este acontecimento inesperado provoca um choque enorme em Wade, muito maior do que aquele que tinha sofrido quando soube da "morte" de Jane...                                                                                                  |                                          |                |                      |
| 7 | O Jogo de Haskins (O último degrau)      | Dick Haskins   | 27 de maio de 1982   |
| Dick Haskins recebe um telefonema de um homem que não se identifica e que pretende negociar com ele a vida de alguém que está condenado a ser assassinado 24 horas mais tarde... |                                          |                |                      |